# Ni-Vanuatu
Ni-Vanuatu é um endônimo usado para se referir a todas as etnias melanésias originárias de Vanuatu. Ele também se refere, de modo mais geral, para os cidadãos nacionais de Vanuatu, independentemente da sua etnia. Ele é mais utilizada do que a denominação Vanuatuano.
Este cunhagem recente construída sobre a partícula ni, que em algumas línguas indígenas usam para codificar o genitivo, semelhante 'de' do português. Assim, ni-Vanuatu significa literalmente "de Vanuatu'.
O termo é usado principalmente em inglês e francês, e é pouco utilizado em Bislama, a "língua franca" do país.